# Аверин, Сергей Егорович
Серге́й Его́рович Аве́рин (1912, Сенная Губа, Олонецкая губерния — сентябрь 1941, Лужский оборонительный рубеж, Ленинградская область) — советский футболист, защитник.

## Биография
В 1937 году играл за команду университета физкультуры имени Лесгафта ГОЛИФК. В 1938 году провёл 12 матчей в составе «Зенита» (бывший «Большевик») в группе «А» чемпионата СССР, в 1938—1941 играл за ленинградский «Спартак». В сентябре 1941 погиб на Лужском рубеже во время Великой Отечественной войны.